# 比尔·盖茨
威廉·亨利·盖茨三世，KBE（1955年10月28日—），常稱比爾·蓋茨，是一名美國著名资本家、投资者、軟件工程師、慈善家。他與保羅·艾倫一起創建微軟公司，曾任微軟董事長、CEO和首席軟件設計師，並持有公司超過8%的普通股，也是公司最大的個人股東。
1995年到2007年的《福布斯》全球富豪榜中，蓋茨曾經連續13年蟬聯世界首富。2008年6月27日離開微軟公司，並把580億美元個人公司財產捐到比尔及梅琳达·盖茨基金会。《福布斯》杂志2014年美国富豪排名，盖茨以812億美元资产重登榜首。蓋茨在彭博亿万富翁指数和福布斯2019年億萬富翁排行榜中名列第2位，資產達到1,000億美元，他在2019美國400富豪榜以1,060億美元的資產排名第2。2020年4月，《富比士》公佈的全球富豪榜，蓋茨以淨資產980億美元，排名第2名。他在《富比士》2020年9月公佈的美國前400大富豪排名榜排名第2名，資產達1,110億美元。
盖茨在2000年1月辞去微软首席执行官。他仍然担任董事长，并为自己创立一个新职位「首席软件架构师」。2006年6月，盖茨宣布，他将在微软的全职工作转变为兼职工作，他渐渐的转移他的职责。他于2014年2月辞去微软的董事长，同时仍作为技术顾问，協助新任命的首席执行官纳德拉。
2017年11月当选为中国工程院外籍院士。2020年3月，盖茨离任微软及伯克希尔·哈撒韦的董事。此後他仅在微软内部担任CEO納德拉和其他高管的「技术顾问」。

## 早年生活

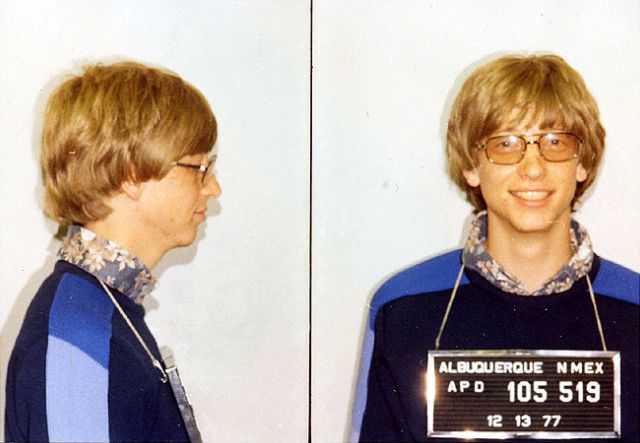
1977年，蓋茨在新墨西哥州阿布奎基因交通違規而拍攝的入案照。該照片的輪廓為Microsoft Outlook 2010的聯絡人預設頭像

1955年10月28日，蓋茨出生於華盛頓州西雅圖的瑞典人醫院，父親老威廉是當地的著名律師，他過世的母親瑪麗是银行系统董事，他的外祖父马克斯韦尔曾任国家银行行长。盖茨和兩個姊妹一塊長大，曾就讀於西雅圖的公立小學和私立的湖濱中學，在湖濱中學蓋茨認識了保羅艾倫，蓋茨是一名出色的學生，在他13歲时候就在湖滨中学接触到了ASR-33电传打字机并開始了電腦程式設計，他编写的第一个程序是三连棋。而后的1971年3月，一家位于俄勒冈州波特兰的信息科学公司曾找到湖滨中学的盖茨等人，请他们帮忙编制程序，但盖茨等人提出按版权协议和项目产品规定收费，最终他们获得了这个程序利润的10%，并获得应得的版权费等，所以盖茨常以个人自由和维护自己的知识产权而聞名。
在盖茨17岁那年，艾伦推荐给盖茨一款英特尔软件公司推出的一款名为Intel 8008的处理器芯片，之后他们用其设计了一款计算交通流量的机器，并成立了交通数据公司。在盖茨进入哈佛大学前，曾在华盛顿特区担任一名众议院服务人员，在其实习期间，曾以每枚5美分的价格买入5000枚麦戈文-伊格尔顿纪念章，之后当麦戈文将伊格尔顿挤出总统候选人时，他以每枚25美分的价格卖出了这些纪念章，赚了数千美元。而后的1973年，盖茨参加了SAT考试，获得了美国优秀学生奖学金，之后进入哈佛大学成为了一名新生。他在前任的微软首席执行官巴爾默家的大厅住了下来。在哈佛期间，盖茨开发了一个编程语言版本，并為第一家微型计算机公司MITS的Altair 8800设计了BASIC解譯器。
在大三那年，盖茨离开了哈佛，他将全部精力投入到了微软。他于1975年与保羅一起创立了微软公司。盖茨认为電腦将会是一个宝贵的工具，它们将出现在每个办公室、每一个家庭的桌面上。在这样的理念之下，他们开始为个人電腦开发软件。盖茨本人对于電腦领域的先见之明是微软及其软件产业成功的关键。
在盖茨的领导下，微软不斷追求發展和改善電腦软件的技术，使之更容易操作，更具成本效益和令使用电脑的人更感方便。

## 微软

### BASIC语言
在1970年代，還在哈佛大學讀書的蓋茨與夥伴保羅·艾倫一起為Altair 8800電腦設計Altair BASIC解譯器。Altair是第一台商業上獲得成功的個人電腦，而BASIC語言是一種易用易學的電腦程式設計語言，蓋茨與艾倫所開發的BASIC版本就是後來的Microsoft BASIC，也是MS-DOS作業系統的基礎，而後者又是微軟公司早期成功的關鍵。Microsoft Basic後來成了Microsoft QuickBASIC，並逐漸演變成為今天依然流行的Visual Basic。
在1970年代早期，蓋茨寫了一封著名的《致愛好者的公開信》，震驚了資訊界。蓋茨在公開信中說：「有誰會在沒有任何報酬的情況下來做這些專業的工作？什麼樣的愛好者可以為他的產品投入三年的開發時間，並且發現所有的錯誤、編寫文件以及免費發佈這個產品？」蓋茨宣稱電腦軟體將會是一個龐大的商業市場，資訊愛好者不應該在未獲得原作者同意的情況下隨意複製電腦程式。但是當時的資訊界受到黑客文化影響，認為創意與知識應該共享。蓋茨隨後離開校園，一手創辦了世界上最成功的企業——微軟公司，並逐漸將軟體產業化。

### 与IBM合作
但是蓋茨的商業手法往往招至非議，其中之一就是MS-DOS的來源。在1970年代末，IBM正在計劃進入個人電腦市場，並在1981年正式推出了IBM個人電腦。IBM需要為自己的產品尋找基於英特爾x86系列處理器的合適作業系統。IBM在與另一家公司簡短談判後找到了微軟，據稱微軟在手上沒有任何籌碼即提出DOS一詞。而微軟則又在未告知自己正在與IBM談判的情況下，靠關係找到了西雅圖電腦公司，以據說是5萬美元的價格向該公司購買他們所開發的作業系統（微軟的支持者稱，當時微軟與IBM有協議，規定微軟不得向外界透露談判事宜）。微軟將該軟體更名為PC-DOS，再授權IBM使用該作業系統。微軟還與其他電腦生產商談判，將經過更改後的MS-DOS系統安裝到每一台新電腦上。事後西雅圖電腦控告微軟在未告知事實的情況下以極低的價格購買該公司的產品，但是雙方最終達成庭外和解。
1980年代中期蓋茨對光碟作為数据储存媒介的前景感到樂觀，因此積極推廣CD-ROM。

### Windows操作系统
微軟發佈Windows 1.0時，蘋果電腦認為與其產品有相似的GUI。結果兩者達成一項許可，給微軟使用和再許可Windows 1.0衍生作品的權利。後來微軟發佈了Windows 2.03和Windows 3.0，蘋果電腦認為這些版本超出了那項許可，侵犯了它的版權，於是提起訴訟。地區法院裁決因缺乏實際一致性而不構成侵權。蘋果的上訴被第九巡迴上訴庭駁回。

### 管理风格

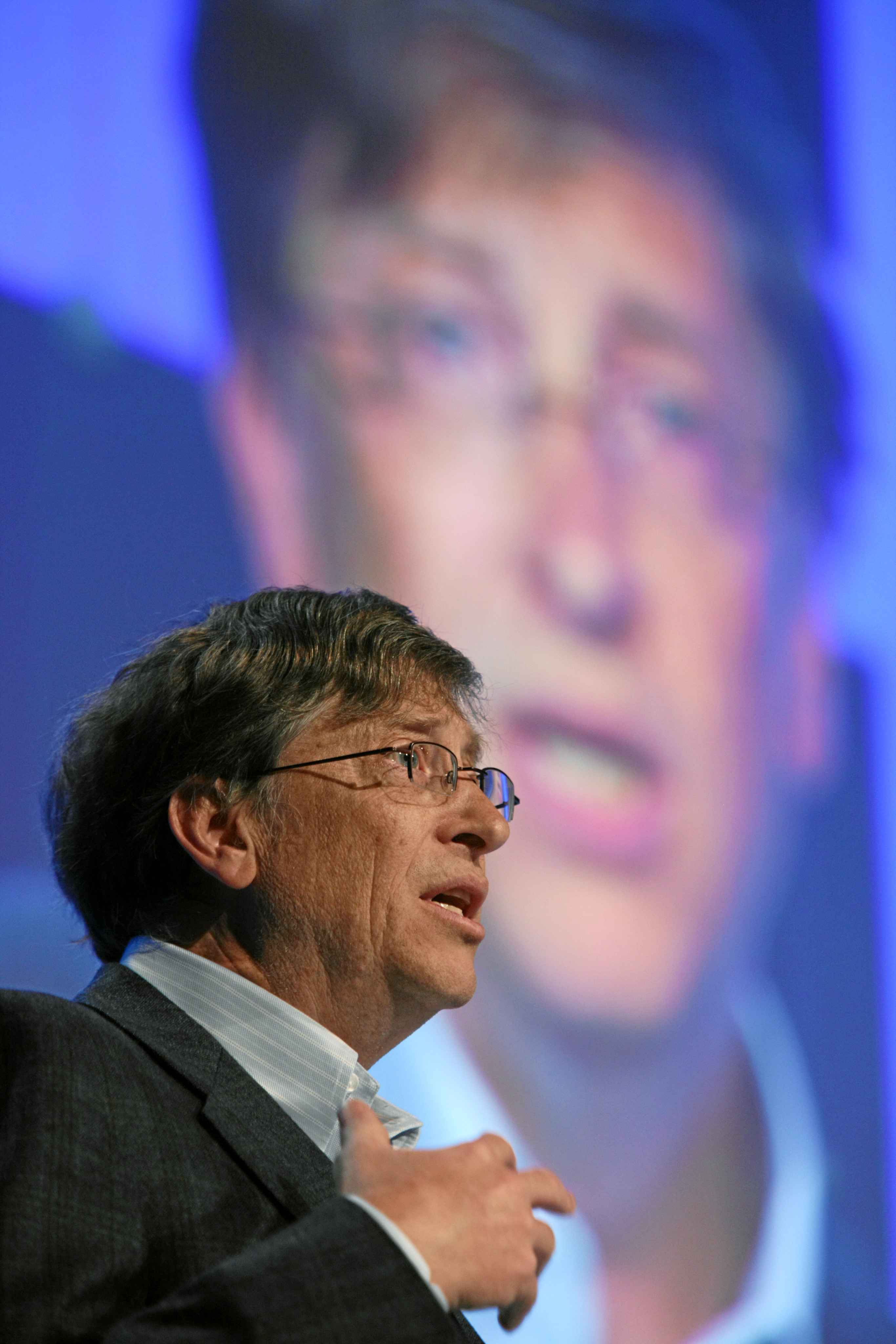
蓋茨出席2008年世界經濟論壇

2000年1月13日，巴爾默成為微軟首席執行官，而蓋茨為自己創立一個新角色「首席软件架构师」。
2008年6月27日，蓋茨完全退出管理層，讓首席執行官巴爾默全權控制微軟。

### 反垄断诉讼

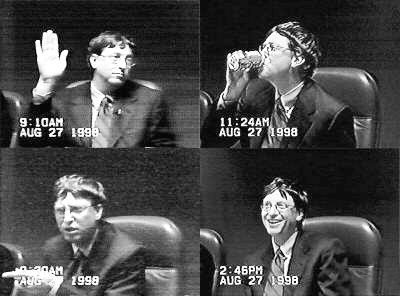
1998年8月27日，微软反垄断案出庭

蓋茨的聲譽因1990年代末美國政府一系列控告微軟壟斷的案件而再度受損。蓋茨也被指控商業行為不檢點。蓋茨多次被控告，在他的領導下，微軟公司的很多商業行為違反了美國的法律。

## 个人生活

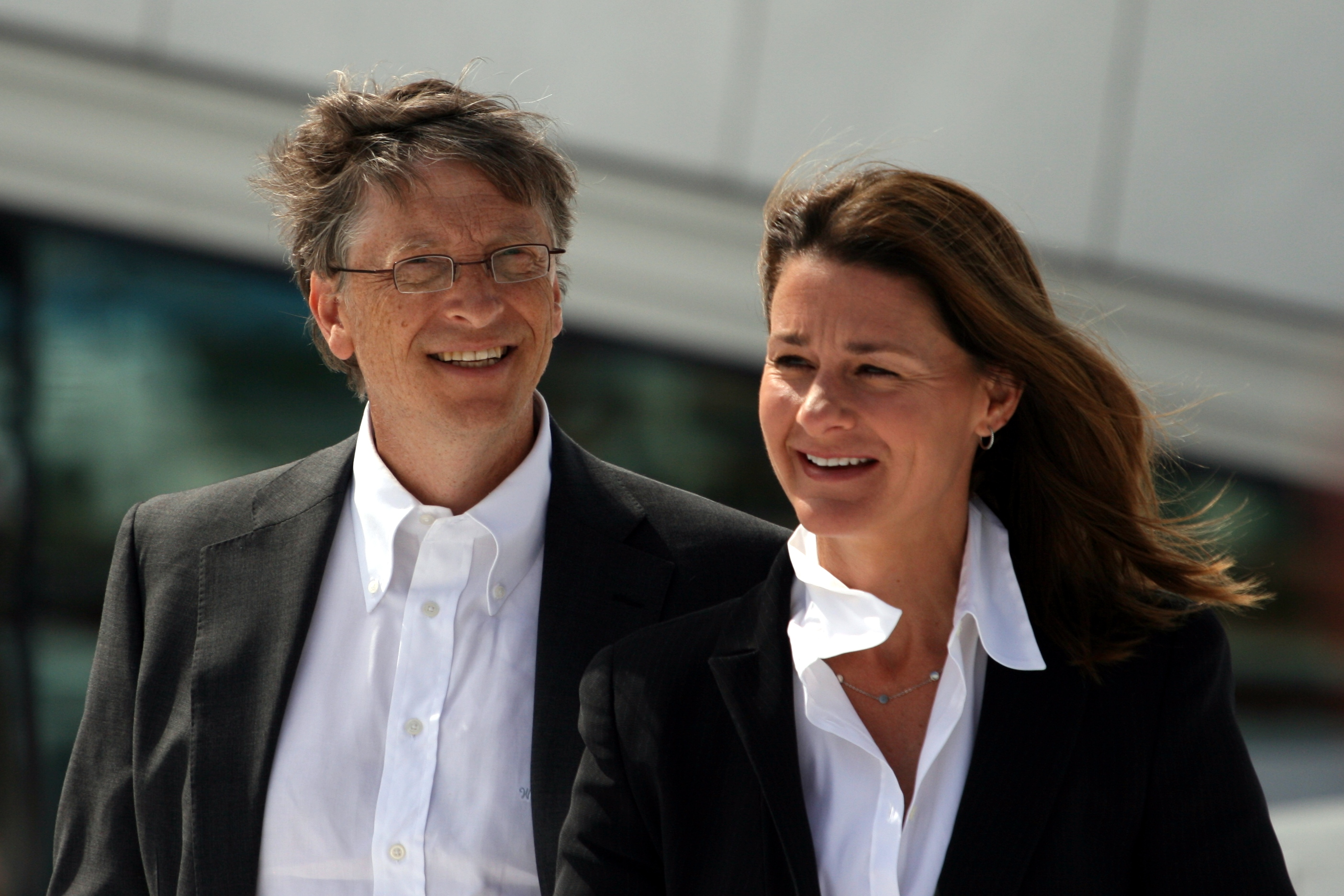
2009年盖茨与妻子梅琳達

在私生活方面，蓋茨在1994年1月1日與梅琳達結婚。他們育有三名孩子：珍尼佛（1996年）、羅理（1999年）和菲比（2002年）。2021年5月3日，蓋茨和梅琳達在推特发表声明宣布离婚。
盖茨曾于2016年表示自己是色盲。
2022年5月，盖茨表示，他的新冠检测结果呈阳性并出现了轻微的症状。2025年，盖茨在《源代码》中写道，他相信自己属于自闭症谱系。

## 財產

### 投资
蓋茨不僅專注於電腦、軟體企業，對生物技術也很有興趣。他是ICOS公司的董事長，這是一家專注於蛋白質基體及小分子療法的公司。蓋茨還成立了Corbis公司，它正在研究開發世界最大的可视讯息資源之一–來自於全球公共收藏和私人收藏的藝術及攝影作品綜合數位檔案。
美國加州漢普頓溪食品公司研發出混合12種植物而成的「人造蛋」，吃起來和雞蛋一樣，希望讓人們吃得更健康；蓋茲、亞洲首富李嘉誠等富豪均看好市場潛力，對該公司共投資2300萬美元。蓋茲除了掏錢投資該公司，還親自擔任該公司顧問，在矽谷大力推廣人造蛋，「我們可在人造蛋裡添加開發中國家飲食缺乏的營養素，解決人民營養不良的問題」。
蓋茲至2017年止至少七次前往中國大陸。他的「蓋茲基金會」正在和中國商務部、農業部合作推進非洲農業的可持續發展，同時認同中方以核能發電解決全球暖化的策略是最務實可行、與他長期觀點相同，他旗下泰拉能源將與中國核工業集團探討第四代反應爐的行波反應爐建設。
2020年2月新型冠狀病毒疫情防控期間，蓋茨基金會決定捐助500萬美金緊急款項支持中國政府防疫作戰與醫護人員，並後續投資一億美金支援長期藥物研發，同時蓋茨親筆信給中国国家主席习近平表達對其行動的支持。2月22日習近平親自回信感謝蓋茨夫妇。

## 著作
蓋茨寫了幾本書，其中1995年出版的《未來之路》一書曾連續七周名列紐約時報暢銷書排行榜榜首。
- 《未來之路》
- 《未來時速》
- 《如何避免氣候災難》
- 《原始碼：成為比爾．蓋茲》2025/02/05出版(中文)
- 《Source Code: My Beginning》2025年2月4日出版(英文)

## 荣誉

### 外国勋章奖章
- 旭日大绶章（日本，2020年4月29日公布[33]，2022年8月18日于东京颁发[34]）

### 外国荣誉称号
- 中国人民的老朋友（中国，2018年11月6日[35]，2023年6月16日[36]）

## 相关电影
- 《等待超人》

### 引用
1. ↑  . Forbes. 《富比士》.   [November 24, 2019]. （原始内容存档于2017-11-17） （英语）.
2. ↑  Bill Gates｜蓋茨宣布離婚 （页面存档备份，存于）-明報新聞網[2021年05月03日]
3. ↑  Bill Gates: Chairman, Microsoft Corp. http://www.microsoft.com/presspass/exec/billg/bio.mspx （页面存档备份，存于）
4. ↑  Microsoft 2006 Proxy Statement （页面存档备份，存于）. 2006-10-06.
5. ↑  .   [2014-09-21]. （原始内容存档于2019-06-03）.
6. ↑  比尔盖茨:27日正式退休 580亿美元做慈 http://tech.qq.com/zt/2008/bill_gates/ （页面存档备份，存于）
7. ↑  . Forbes.   [2019-03-03]. （原始内容存档于2017-11-17） （英语）.
8. ↑  . Forbes.   [2019-10-08]. （原始内容存档于2018-09-19） （英语）.
9. ↑  . Forbes.   [2020-04-09]. （原始内容存档于2014-11-29） （英语）.
10. ↑  . 富比士中文網.   [2020-09-11]. （原始内容存档于2020-09-15）.
11. ↑  .   [2017-12-01]. （原始内容存档于2021-08-13）.
12. ↑  .   [2020-03-14]. （原始内容存档于2021-01-22）.
13. ↑  萧萧. . 快科技. 2010-09-27  [2020-04-25]. （原始内容存档于2020-09-17）.
14. ↑  . 1993-01-10  [2020-06-17]. （原始内容存档于2020-09-17）.
15. ↑  . www.historylink.org.   [2019-11-27]. （原始内容存档于2021-02-24） （英语）.
16. ↑  时贵仁 2015，第15頁.
17. 1 2 3  微軟公司主席和首席軟體設計師 （页面存档备份，存于），Microsoft Corporation
18. ↑  时贵仁 2015，第17頁.
19. ↑  时贵仁 2015，第24頁.
20. ↑  时贵仁 2015，第27頁.
21. ↑  时贵仁 2015，第28頁.
22. ↑  . nationalmerit.org.   [October 25, 2015]. （原始内容存档于February 28, 2016）.
23. ↑  时贵仁 2015，第30頁.
24. ↑  Apple Computer, Inc. v. Microsoft Corporation （页面存档备份，存于），美國第九巡迴上訴庭，1994。
25. ↑  Key Events In Microsoft History，Microsoft Corporation，DOC格式。
26. ↑  . BBC. 2021-05-04  [2021-05-04]. （原始内容存档于2021-05-29）.
27. ↑  Osborn, Alex. . IGN. Ziff Davis. February 18, 2016. （原始内容存档于February 19, 2016）.
28. ↑  .   [2022-05-11]. （原始内容存档于2022-07-09）.
29. ↑  Nguyen, Sophia. . The Washington Post. 2025-02-04  [2025-02-05]. （原始内容存档于2025-02-05）. "Well, the word "autism" — or on the spectrum or ADHD — was not ever used when I was growing up. But if you pattern-match looking backwards, even today I have this rocking behavior that's kind of self-stimming that is a symptom of people who are on the spectrum. And [in elementary school] when I turn in a Delaware state report that's 200 pages and everybody else is turning in five pages, I was kind of embarrassed. Why did I go nuts over that thing?
30. ↑  . 蘋果日報.   [2017-03-02]. （原始内容存档于2017-10-11） （中文（臺灣））.
31. ↑  梁世煌. . 旺報. 2017-03-25  [2017-03-25]. （原始内容存档于2017-03-25）.
32. ↑  .   [2020-02-22]. （原始内容存档于2020-10-29）.
33. ↑  （日語） (PDF). 内阁府. 2020-04-29  [2020-12-26]. （原始内容存档 (PDF)于2021-03-09）.
34. ↑  （日語）. 外務省. 2022-08-18  [2023-04-17]. （原始内容存档于2023-04-21）.
35. ↑  . www.mfa.gov.cn.   [2023-06-16]. （原始内容存档于2020-11-05）.
36. ↑  . 美国之音. 2023-06-16  [2023-06-16]. （原始内容存档于2023-06-17） （中文）.

### 书目
- 时贵仁; 佟艳光. . 哈尔滨出版社. 2015. ISBN 978-7-5484-1910-5. OCLC 950425079.

## 外部連結
- 盖茨官方网站 （页面存档备份，存于）
- 盖茨财富统计 （页面存档备份，存于）
- 微軟公司对盖茨的简介 （页面存档备份，存于）
- 比尔·盖茨的Facebook專頁
- 比尔·盖茨的Instagram帳戶
- 比尔·盖茨的X（前Twitter）
- YouTube上的比尔·盖茨頻道
- 比尔·盖茨的新浪微博

## 参見
- Microsoft
- Windows
- MS-DOS
- 合众国诉微软案

| 商界職務               | 商界職務                                                            | 商界職務                                  |
| ---------------------- | ------------------------------------------------------------------- | ----------------------------------------- |
| 前任： 新任            | 美国泰拉能源公司董事长                                              | 繼任： 比尔·盖茨                          |
| 前任： 新任            | 微软公司董事长 1981年6月－2014年2月                                 | 繼任： 約翰·W·湯普森                      |
| 前任： 新任            | 微软公司首席执行官 1975年4月－2000年1月                             | 繼任： 史蒂夫·巴爾默                      |
| 前任： 新任            | 微软公司技術顧問 2000年1月－                                        | 繼任： 現任                               |
| 紀錄                   |                                                                     |                                           |
| 上一紀錄： 沃伦·巴菲特 | 世界首富 1996年－2007年 2009年－2010年 2014年－                     | 下一紀錄： 沃伦·巴菲特 卡洛斯·斯利姆 現任 |
| 榮銜                   |                                                                     |                                           |
| 前任： 喬治·W·布殊     | 時代年度風雲人物 （与美琳达·盖茨和博诺共同代表好撒马利亚人） 2005年 | 繼任： 你                                 |